# Български национален комитет (1941 – 1944)
Българският национален комитет (БНК) е политическа организация на български емигранти, съществувала в началото на 1940-те години.
БНК е създаден като задграничен център на деятели на БЗНС по време на Втората световна война през пролетта на 1941 г. в Ерусалим от лидери на БЗНС Александър Стамболийски – д-р Г. М. Димитров (Гемето) и др.
БНК се регистрира като антифашистка организация и се обявява против обвързването на България с държавите от хитлеристката ос. Заедно с това БНК не одобрява и репресивната вътрешна политика на управляващите български политици. Пропагандната дейност на БНК се осъществява чрез радио-предавателя Свободна и независима България.
Скоро след учредяването си Българският национален комитет премества седалището си в Кайро, където поддържа най-тесни контакти с представители на държавите от антихитлеристката коалиция и най-вече с тези на Англия.
БНК прекъсва дейността си през септември 1944 г., когато в резултат на станалите промени в политическия живот на България д-р Г. М. Димитров решава да се завърне в родината и да участва в политическия живот.
След утвърждаването на комунистическия режим в България Г. М. Димитров възстановява Българския национален комитет, вече с център във Вашингтон и клонове в множество западни страни.